# 中華民國海軍陸戰隊陸戰第一師
海軍陸戰隊陸戰第一師，是中華民國國軍在臺灣重建的部隊，於1955年1月，由中華民國海軍陸戰隊第二旅與中華民國陸軍第四十五師併編而來。

## 陸軍第四十五師
為空軍警衛第二旅，轄下有第三、第六、第七團，計4600餘員；原本擔任中華民國空軍各要地之地面警衛工作。
- 1948年後奉令撤退至臺灣，移赴臺中、南投等地整訓。

- 1949年護送時任中華民國總統蔣中正從溪口至廈門後，改隸中華民國陸軍並擴大整編，另編制直屬部隊：工兵营、師部連、砲兵連、衛生連、輸送連、通信連。參加過古寧頭大捷，後轉守舟山群島，撤退後轉守屏東林邊。

- 1953年7月16日，參與中華民國國軍轉進臺灣後首次三棲聯合作戰，聯合中華民國空軍、中華民國空降特戰部隊、中華民國海軍、中華民國海軍陸戰隊大舉進攻東山島。

- 1955年1月，與海軍陸戰隊陸戰第二旅合併，海軍陸戰隊陸戰第一師正式整編成軍，首任師長蘇揚志少將。

## 海軍陸戰隊第二旅
- 1949年10月，陸戰第一、二師因為編裝不完整，降編為兩個旅。每個旅下轄2個團，司令部有2個直屬營、4個直屬連與兩棲作戰訓練班，總員額為23000餘人。

- 來臺後主要任務為擔任機敏單位警衛、陸戰集訓隊（國軍明德訓練班前身）之戒護等，故當時並未編實；直到接編富台部隊後，才到達四個營的兵力（但此時陸戰隊人數編制是仿美國海軍陸戰隊，與陸軍不相同）；併編陸軍第四十五師後，番號與駐地多有更動，最後番號為陸戰六十六師。

## 簡史
- 1955年 1月，由陸戰第二旅與陸軍第四十五師在高雄市左營區合併編成陸戰第一師。

- 1957年 3月，移防高雄縣林園鄉。

- 1967年 6月，移防澎湖縣。

- 1970年11月，移防高雄縣旗山鄉。

- 1975年 ，改番號為陸戰隊第三十六師。

- 1976年 8月，改番號為陸戰隊第六十六師。

- 1979年 8月，移防臺中縣清泉崗。

- 1998年 8月，於精實案時，因為國軍戰略由攻轉守，故改編為「海軍陸戰隊陸戰旅」（今海軍陸戰隊陸戰六六旅）。 [1]

## 66師解編前編裝略表
66師，即今日66旅前身，於1994年精實案開始作業前便已進行裁軍。以下列出為66師消失前最終編裝，連級以下不列出。
66師師部：駐臺中縣清泉崗。

師直屬連級單位：師部連、防砲連、警衛連、化學兵連、精誠連（末代精誠連。精誠連是國軍師級部隊才有的單位，非正式編裝，純為應付國軍體能戰技競賽而出現的單位，故精誠連可能每年度都不同）。

師直屬營級單位：301營（戰車營）、302營（兩棲偵搜）、303（工兵營）、304（岸勤營/民國73年與99師404營編入陸戰隊司令部直屬652團99營）、305營（通信作業）、306營（運輸）、307營（補給保養）、308營（醫務隊）。

師轄4個步兵團：第653、654、655、656團，每團編制與陸軍步兵旅相近。

- 653團：步兵團，為獨立營區（後一個月移入師部），駐臺中。
  - 團直屬連：團部連、防空反裝甲連、迫砲連等
  - 3個步兵營：309、310、311。
- 654團：步兵團，番號 312、313、314。
  - 312營：駐臺中縣
  - 313營：駐東沙島
  - 314營：駐烏坵
- 655團：動員步兵團，平時全團（營連）為基幹團（營連）編制 戰時編制與653團、654團相同，僅番號不同，為315、316、317營。
  - 團直屬連：團部連、戰防連、迫砲連、通訊連。
  - 315營：戰時動員為步兵營，平時任務為教召營，負責師之教召任務。
  - 316營：戰時動員為步兵營，平時任務為靶場營，負責師之靶場管理。
  - 317營：戰時動員為步兵營，平時任務為戰鬥兵營，為師之新兵集訓隊，負責新兵第二階段銜接教育。
- 656團：砲兵團，計有四個砲兵營，318~321營(台中)。

團部連(台中)。
四0防炮連(蘇澳)。

外離島守備採輪防制，非固定單位，此處列出為解編前最終配置。

## 歷任師長
| （第一師時期） 1. 蘇揚志少將 2. 袁國徵少將 3. 耿繼文少將 4. 何恩廷少將 5. 孔令晟少將 6. 黃光洛少將 7. 羅張少將 8. 周漢傑少將 | （36師時期） 1. 周仲堃少將 2. 邊金章少將 | （66師時期） 1. 王夏祥少將 2. 宋儒生少將 3. 馬履綏少將 4. 劉權少將 5. 鄭國南少將 6. 李慶祥少將 7. 高王玨少將 8. 陳邦治少將 9. 何起源少將 10. 季麟連少將 11. 洪中旭少將 |

（之後66師解編，走入歷史）